# Flavien Berger
Pour les articles homonymes, voir Berger (homonymie).
Flavien Berger est un auteur-compositeur-interprète français, né le 2 juillet 1986 à Paris.

## Biographie
Flavien Berger est né le 2 juillet 1986 à Paris,,,,, dans une famille travaillant dans le milieu du cinéma : son père, Daniel Berger est réalisateur et journaliste chez Jazz Hot et sa mère est monteuse.
Artiste hybride mêlant électro et psychédélisme, Flavien Berger découvre la composition musicale sur sa PlayStation 2 avec le jeu Music 2000.
Flavien Berger s'est dirigé vers le design sonore à l'ENSCI - Les Ateliers. Il développera ses premières expérimentations avec d'autres étudiants en art, qui formeront par la suite le collectif Sin et ira s'installer à Bruxelles. Ensemble, ils produisent des installations, des projets vidéo dont Flavien compose les bandes originales.
Il sort son premier album en 2015, Léviathan.
En septembre 2018 il publie Contre-Temps.
Le 5 juillet 2019, Flavien Berger sort Radio Contre-temps, en réponse à Contre-Temps paru un an plus tôt. L'album contient les morceaux qui n'avaient pas été sélectionnés sur l'album précédent. Il alterne des morceaux musicaux et des enregistrements vocaux destinés à l’origine à son label, sous forme de commentaires. Ils seront finalement laissés.
En 2023 il publie l'album Dans cent ans. La même année il annonce la publication pour 2024 de Contrebande 02.

## Discographie

### Singles
- La Fête Noire, Pan European Recording, 2015
- Trésor (Paradis Shuffle Mix), Pan European Recording, 2016
- Brutalisme, Pan European Recording, 2018
- Maddy La Nuit, Pan European Recording, 2018
- 999999999, Pan European Recording, 2018
- Pamplemousse Vlitter Edit, autoproduction, 2020
- Gilded Glaze (Colin Johnco Remix Nocturne), Johnkôôl Records, 2021
- D'ici là, Pan European Recording, 2022
- Les yeux, le reste, Pan European Recording, 2023

### Participations
- In Your Eyes, avec Maud Geffray, Pan European Recording, 2017
- Après le blitz, avec Étienne Daho, Mercury France, 2017
- Arco Iris, avec Étienne Jaumet, Pan European Recording, 2018
- On ne peut pas revenir en arrière, avec Salut C'est Cool, Pain Surprises, 2019
- Deep See Blue Song, avec Laure Prouvost, 2019
- Magie Bleue avec Pomme, sur le disque bonus de Les Failles, 2021
- Polichinelle, collaboration avec rone sur l’album Rone & Friends, infiné, 2021
- Les étoiles , avec Marc Melià et Pi Ja Ma sur l'album Veus de  Marc Melià, Pan European Recording, 2021
- Toyota avec Oklou sur la mixtape DJ Game – ST001, SWEET TAPES, 2021
- Trains des anges, Jacques et CanBlaster sur la compilation Compilation Vol. 1, Part I (Jolly Roger's Unofficial Edition), 	Chapelle XIV Music, 2023

### Remixes
- La Vie Dure, Frànçois and The Atlas Mountains, Domino Recording, 2014
- Techno Toujours Pareil (Toujours Pizza), Salut c'est cool, Kidding Aside, 2015
- Totem (Blue Light Tavern), Rodion, Les Disques De La Mort, 2015
- Tendresse (Contre-Tendresse), Grand Blanc, Entreprise, 2016
- Contre Protos (Screw In G Mix Train), Losange, Johnkôôl Records, 2016
- The Machine (Contremachine Remix), Flavien Berger, Gaspar Claus & Casper Clausen, La Souterraine, 2017
- Androgyne (Flavien Berger Remix), Chloé, Lumière Noire, 2019
- Call Me (Flavien Berger Remix), Éloi, Novembre Eternel, 2024

### Reprises
- The Lava, Equateur, Nouvelle New Wave, 2015
- Life In A New Motion, Poni Hoax, Pan European Recording, 2015
- Je Pleure Tout Le Temps (Contrelarme Version), Véronique Vincent & Aksak Maboul, Crammed Discs, 2016
- Les contremplations, Mansfield.TYA, Vicious Circle Records, 2016
- Macadam à 4 voies, Yves Simon, Because Music, 2018
- Elle est partie avec Robert, Richard Gotainer, 2018
- Bailando (Flavien Berger & Aja edit), Paradisio, 2019

## Apparitions
- Pendant Que Les Champs Brulent, Niagara, sur Monte Le Son (Les Sessions Volume Iii)
- Kiffeur Kiffeur sur Volume 31, FRUITS, 2019
- Mam sur Music For Containment, Mille Feuilles, 2020

## Filmographie
Sauf indication contraire, les informations mentionnées dans cette section peuvent être confirmées par les bases de données cinématographiques IMDb et Allociné,  présentes dans la section « Liens externes ».

### Compositeur

#### Cinéma

##### Longs métrages
- 2017 : Nous sommes jeunes et nos jours sont longs de Léa Forest
- 2022 : Tout le monde aime Jeanne de Céline Devaux

##### Courts métrages
- 2012 : Vie et mort de l'Illustre Grigori Efimovitch Raspoutine de Céline Devaux
- 2015 : La Fille du bunker d'Eduardo Carretié
- 2015 : I Ate the Cosmos for Breakfast de Dan Sickles
- 2015 : Le Repas dominical de Céline Devaux
- 2017 : Adieu Bohème de Jeanne Frenkel et Cosme Castro
- 2017 : Gros Chagrin de Céline Devaux
- 2018 : Sweet Discomfort of Missed Connections de Hussen Ibraheem

#### Télévision
- 2017 : Loulou (websérie, Arte)
- 2019 : Punkovino (série documentaire, Arte), épisode Gogo wine en Géorgie de Yoann Le Gruiec
- 2022 : Jour de gloire (métacinéma, Arte) de Jeanne Frenkel et Cosme Castro

#### Publicité
- 2020 : Chanel N°5: Dancing on the Moon de Johan Renck

#### Documentaires
- 2013 : Fin de Robin Lachenal
- 2014 : Mala Mala d'Antonio Santini et Dan Sickles
- 2016 : La Gueule du loup de Jérôme Ségur

### Autres activités
- 2017 : Gros Chagrin (court métrage) de Céline Devaux - mixage son
- 2021 : Fight or Flight, installation filmique de Isabella Hin - composition sonore
- 2022 : Jour de gloire de Jeanne Frenkel et Cosme Castro - acteur (le DJ dans le food truck)
- 2023 : Music for Maison d'en face de Léo Walk & La Marche Bleue - compositeur

## Dans la culture

### Séries
- La Fête noire : épisode 3 de la série française 66-5.